# FM-syntes
FM-syntes är en teknik för ljudsyntes som används i vissa synthesizers. Tekniken upptäcktes av John Chowning 1970 vid Stanford-Universitetet och bygger på att en simpel ljudvågform frekvensmoduleras av en annan simpel vågform vilket skapar en komplex vågform med en annorlunda ljudkaraktär.
Tekniken patenterades 1975 och licensierades till Yamaha. De första digitala syntarna använde FM-syntes, speciellt Yamahas syntar. Den mest kända FM-synten är Yamaha DX7 som var mycket populär under 80-talet.